# ペレアスとメリザンド (ドビュッシー)

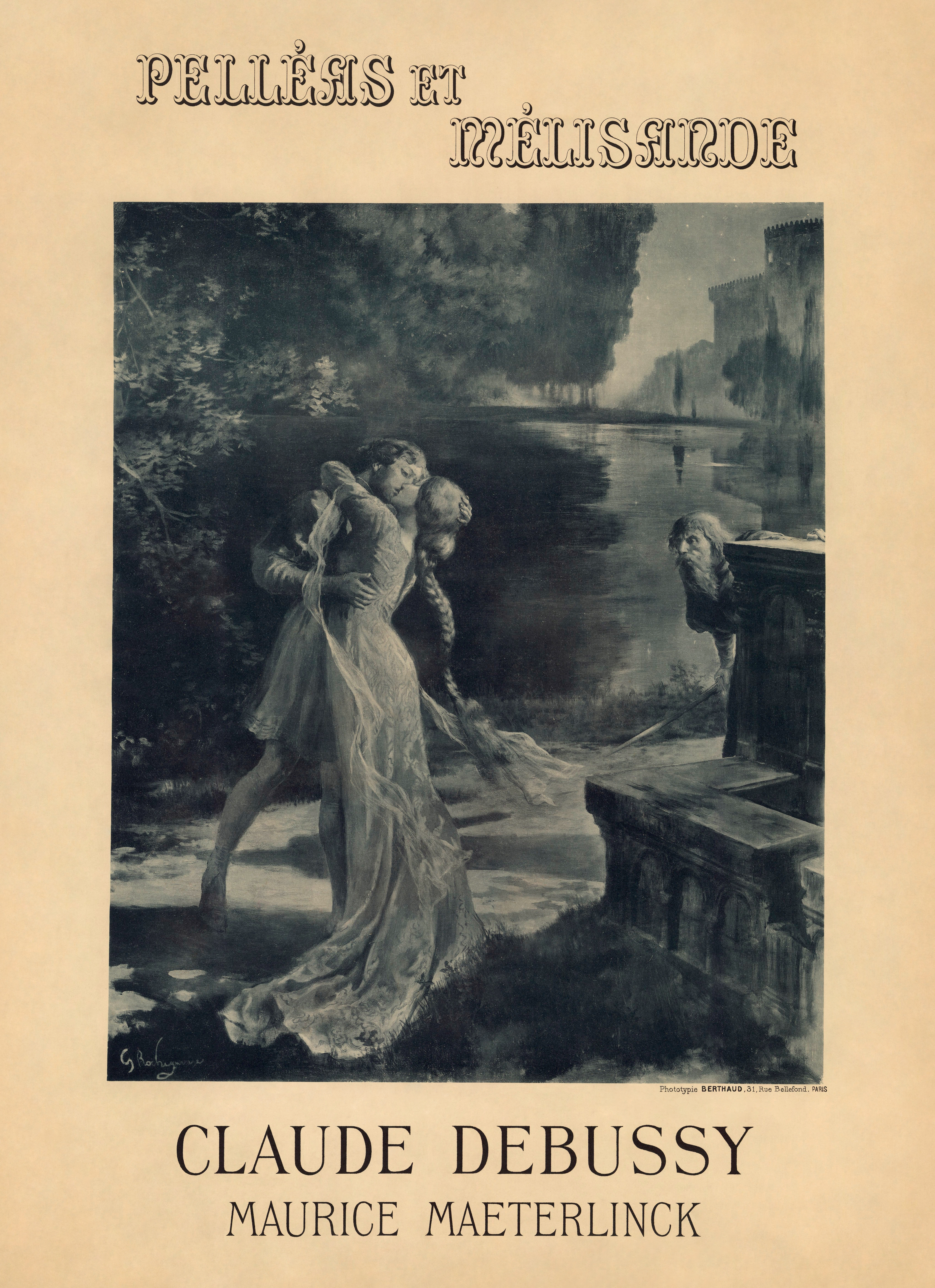
ジョルジュ・ロシュグロスによる初演時のポスター

『ペレアスとメリザンド』（フランス語: Pelléas et Mélisande）は、クロード・ドビュッシーによる5幕のオペラで、抒情劇（ドラム・リリック）と銘打たれている。ドビュッシーが完成させた唯一のオペラで、台本には象徴派の詩人モーリス・メーテルリンクの同名の戯曲『ペレアスとメリザンド』が、ほぼそのままの形で用いられている。1902年4月30日にパリのオペラ＝コミック座でアンドレ・メサジェの指揮により初演された。ドビュッシー音楽の精髄のほとんどを含んでおり、近代オペラの最高傑作のひとつである。

## 概要

### 台本の選定
ドビュッシーがメーテルリンクの《ペレアス》を選んだのは、それが音楽化を全く前提としない自立した戯曲であって、しかも音楽に参加の余地を残した作品だったからであろう。モーリス・エマニュエルによって記録されたドビュッシーの言葉は「ものごとを半分まで言って、その夢に僕の夢を接木させてくれる詩人。時も所も限定されない登場人物を構想し、山場を頭から押しつけて来ないで、彼以上の芸術を持つこと、作品の完成を自分に任せてくれる詩人」を求めていたからである。
1893年8月8日にドビュッシーはアンリ・ド・レニエを介して、メーテルリンクから口頭で作曲の許可を得た。11月にピエール・ルイスに同行してもらいベルギーのゲントのメーテルリンク宅に赴き、《ペレアス》のオペラ化に当たっての必要な改変について相談した。

### 作曲の経緯
1893年に着手され、1895年8月7日までに完成稿を書き上げている。この間の経緯はエルネスト・ショーソン、アンリ・ルロル、ピエール・ルイスなどに制作過程の進捗を手紙で報告している。その後、中断されたものの、1901年5月3日にコミック座の支配人アルベール・カレから次のシーズンに上演する約束を文書で貰うことができた。1902年1月にオーケストレーションと最終的な改訂を済ませ、1月13日から練習に入っている。本作は「ジョルジュ・アルトマンの記念に、そして、アンドレ・メサジェへの深い友情のしるしとして」献呈されている。

### 歌手の配役を巡る諍い

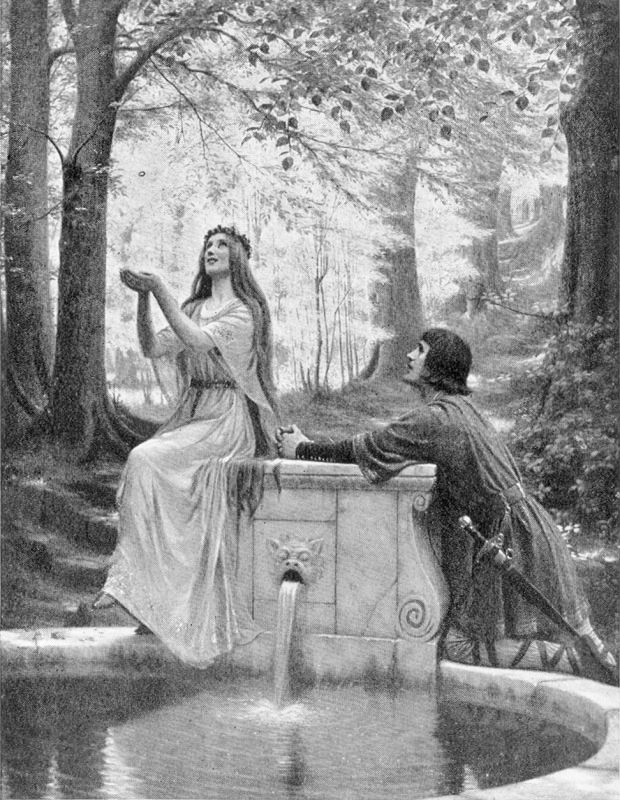
エドモンド・レイトンによる『ペレアスとメリザンド』

初演にあたって、音楽とは全く別の意味でのスキャンダルは発生した。それはオペラ＝コミック座での上演決定後、原作者であるメーテルリンクが、歌手である愛人のジョルジェット・ルブラン（モーリス・ルブランの妹）をメリザンド役に推薦したことによるものだった。ドビュッシーはその提案に賛同できなかったものの、原作者に対して明確な拒否の意向を伝えないまま、イギリス人歌手であるメアリー・ガーデンを主役に起用した。これに憤慨したメーテルリンクは上演に反対すると脅しをかけ、さらに著作家協会の調停に持ち込み、以前メーテルリンクがドビュッシー宛に送った改変許可の手紙（1895年10月19日付）は白紙委任状ではないと主張した。だが結局メーテルリンク側の主張は協会によって退けられた。収まりのつかないメーテルリンクは、その後もドビュッシー家に乗り込んで作曲家に暴行を加えようと企んだり、また『フィガロ』紙上でオペラを弾劾し、「即座で派手な失敗を望む」と書いた公開状を掲載（1902年4月13日）した。

### リハーサル
初演に先立つゲネプロ当日（4月28日）には、劇場入り口でからかい半分の説明が書かれたプログラムが配られ、第2幕第2場でメリザンドの「ああ、私は幸せではない」と歌うガーデンの英語なまりのフランス語に嘲笑や野次が浴びせられるなど、騒然としたものとなった。だが、音楽への評価はその新しい作曲語法にもかかわらず極めて好意的で、2日後の初演時には聴衆の音楽への批難は全く発生しなかった。

## 初演

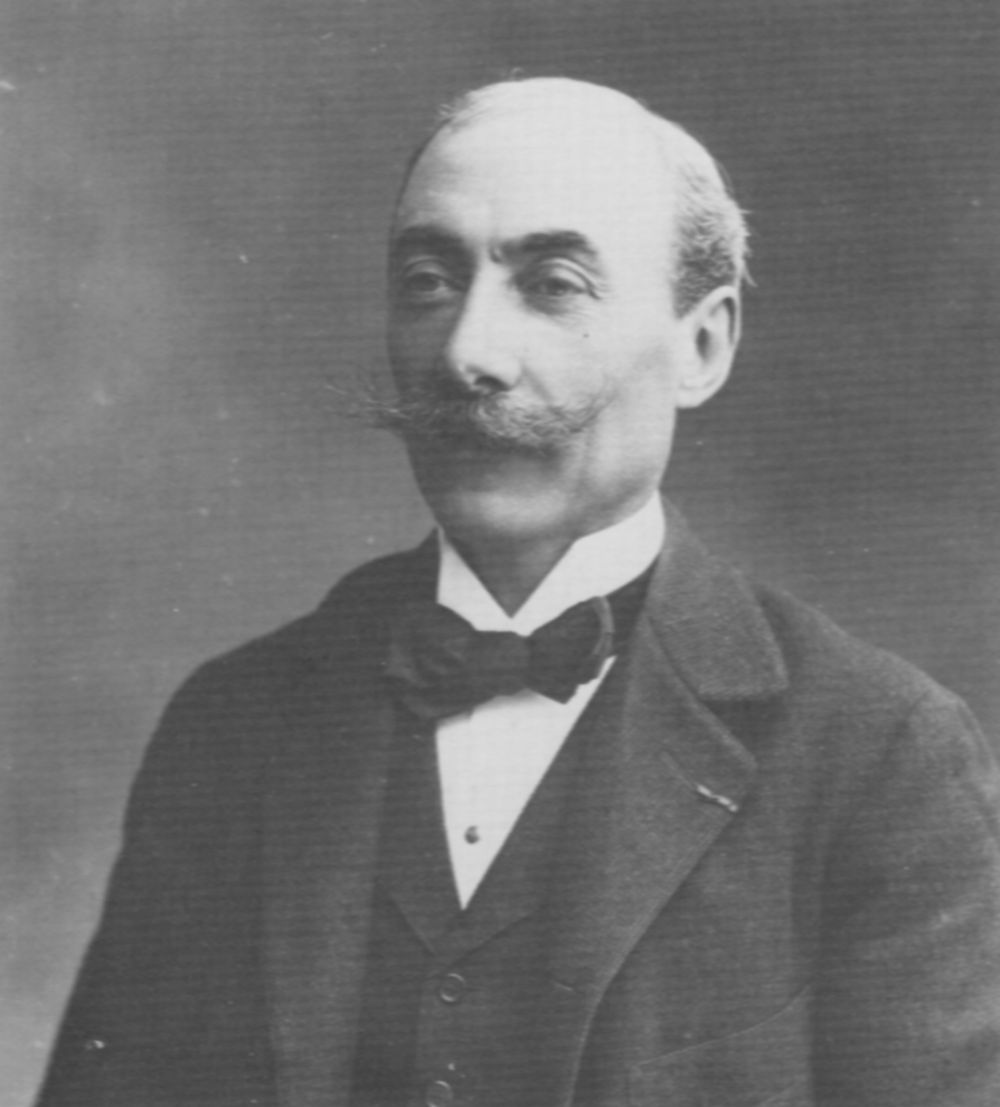
『ペレアスとメリザンド』の初演を指揮したアンドレ・メサジェ

ドビュッシーにとって10年越しのオペラであり、しかもそれがワーグナーへのアンチテーゼであることはそれ以前の音楽雑誌などでたびたび語られており、パリ楽壇はこぞってこのオペラに注目していた。1902年4月30日にパリのオペラ＝コミック座でアンドレ・メサジェの指揮により初演された。上の階にはラヴェルやモーリス・ドラージュ、レオン＝ポール・ファルグなどドビュッシーの支持者である《アパッシュ》が陣取り、喝采を送った。このオペラについて音楽評論家の評価は二分されたが、その勝利は次第に決定的なものとなり、ドビュッシーは作曲家としての名声を手に入れた。

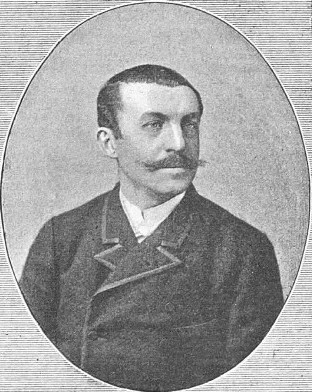
《ペレアス》の上演を決定したアルベール・カレ

『ニューグローヴ世界音楽大事典』によれば「作品の支持者は若い人びとで、彼らは自分たちに「新しい音楽への道を開いてくれた本作を声高に擁護した。「本作の中に生き残るもの、そこここに表現されている人物の魂である。つまり、作品の人間性である」。1890年頃パリで頂点に達していた象徴主義者たちの運動が遅ればせながら、オペラの傑作を生み出したのである」。
ロマン・ロランによれば「《ペレアス》の初演はフランスの音楽史にとって最も注目すべき事件の一つであった。それはその重要性においてリュリの『カドミュスとエルミオーヌ』とかラモーの『イポリートとアリシー』とかグルックの『オーリードのイフィジェニー』とかのパリにおける初演を除いては比べ物にならないくらいの事件――我々の抒情劇に関する劇的事件のひとつである。」と述べている。
平島正郎は「ドビュッシーはワーグナーへの批判的な姿勢を堅持しながら、その先のポスト・ワーグナーを捜した。そんな探求の所産が、1890年以降の諸作であり、それらの代表作として《ペレアス》があるのだが、そうした一連の作品は、個性的才能の積極的な自己の確立に他ならなかった。その個性は確かにフランスの精神に根ざしていると同時に、自身に誠実であろうとしたことによって達した、独自な世界なのである。《ペレアス》の初演は歴史的意義において、フランス音楽史の内部に限定して考察すればこと足りるようなものではないと思われる」との見解を示している。

## 初演の後
本作は1906年にブリュッセルで、1907年にはウィーンとフランクフルト（ブルーノ・ワルターの指揮）で、1908年にはミラノ（スカラ座でアルトゥーロ・トスカニーニの指揮）、プラハ、ケルン、ミュンヘン（フェリックス・モットルの指揮）、1910年にはシカゴで、1911年にはジュネーヴとボストンで上演された。アメリカ合衆国での初演は1908年2月19日にニューヨークのマンハッタンのオペラ＝コミック劇場にて行われた。配役はメアリー・ガーデン、ジェルヴィル＝レアシュ、デュフランヌ、アリモンディ、グラッベら、指揮はカンパニーニであった。イギリス初演は1909年5月21日にロンドンのコヴェント・ガーデンロイヤル・オペラ・ハウスにて行われた。配役はローズ、フェアール、ブルジョワ、ウィネリー、ヴァンニ＝マルク、ブルボン、グラッベらで、指揮はカンパニーニであった。
日本初演は1958年11月28日、東京・産経ホールにおいて古沢淑子のメリザンド、ジャック・ジャンセンのペレアス役と演出、ジャン・フルネ指揮の日本フィルハーモニー交響楽団および二期会合唱団によって実現した。

## 音楽の特徴

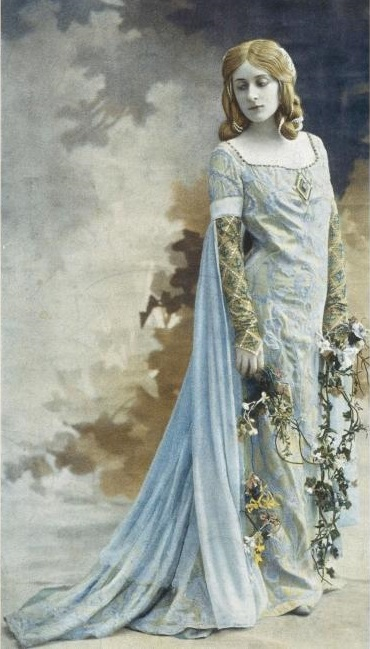
メリザンド役を創唱したガーデン

ドビュッシーはメーテルリンクの原作をほんの少ししかカットせず、音楽より言葉を優位に置いた。そして、フランス語の抑揚を完全に尊重し、オーケストラの抑えた色調と沈黙を前代未聞のやり方で使っているのである。本作が形になってきた1893年から1895年の間にドビュッシーはムソルグスキーの『ボリス・ゴドゥノフ』のボーカル・スコアを知ることになる。そして、その音楽が細部より本質において彼に影響を与えたことは想像に難くない。本作の中で、ドビュッシーが成し遂げた偉業の一つに曖昧ではあるが、分かり易い劇の雰囲気を音楽によって引き延ばしたことが挙げられる。物語は架空のアルモンド王国を舞台としており、筋書きは当惑させられるほど単純だが、ドビュッシーはこの単純さを逆に利用している。動きがないために言葉では表現しきれない登場人物の感情の流れを上手く捉えることができた。その結果、彼らは芝居がかった仕草もせずに、真実味の無い人物よりも遥かに感銘を与えるのである。（ドビュッシーの登場人物はヴェルディの登場人物に見られるような明確さがない）。
本作は伝統的なアリアとレチタティーヴォという区別はなく。全曲がフランス語の抑揚をできる限り生かした旋律的レチタティーヴォに貫かれている。そのため、独立して歌われる部分は第3幕第1場のメリザンドの歌や第4幕第4場の愛の場面などわずかだが、微妙に変化する音楽は劇の神秘的、精神的な性格を見事に描き出している。各場はオーケストラによる間奏を挟んで切れ目なく演奏される。
このようなドビュッシーの旋律概念の再発見（もしくは革新）は、その後のシェーンベルクのシュプレッヒゲザングや、ヤナーチェクやバルトークの旋律法（パルランド様式）にも明瞭な影響を与えている。
ワーグナーからの脱却を試みたオペラと言われるが、特定の旋律が登場人物やその心情などを表すライトモティーフの使用や、明確なアリアなどを持たず1幕を交響曲の一つの楽章のように流動的なものとして扱うなど作曲語法的な面ではワーグナーの影響は大きい。しかし大仰な節回しやライトモティーフの乱用による過度に説明的な音楽は極力避けられ、美学的見地においては明らかに新境地の開拓に成功している。

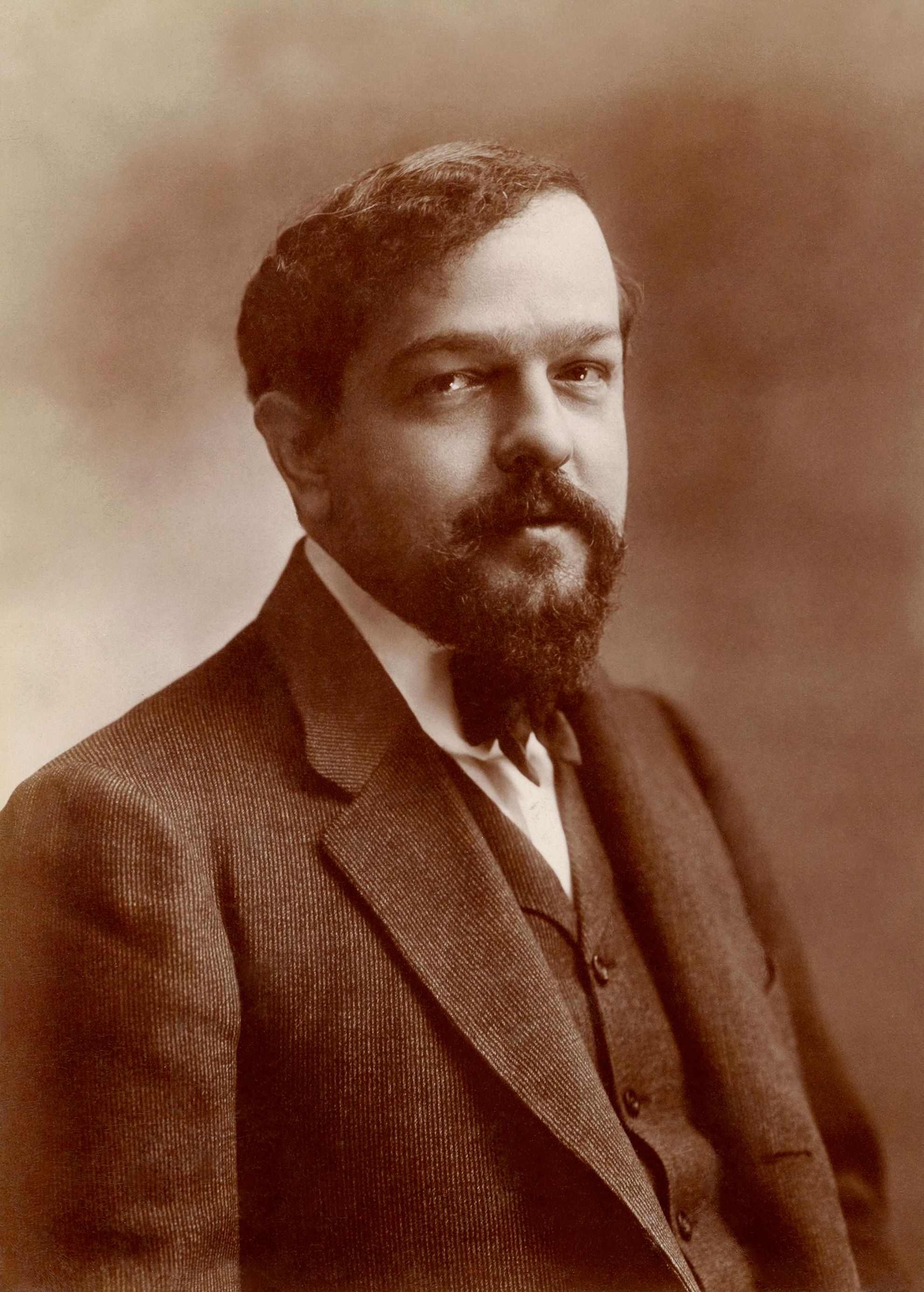
ナダルによるドビュッシー

松橋麻利によれば本作の「音楽は各登場人物、森、王冠、指輪、泉、などを表すと見られる所謂ライトモティーフを使い、それらが場の状況に応じて変化していくという手法による。しかしそれは、ワーグナー流の機能和声の理論を前提とした交響的もしくは従来の展開的なモティーフ操作ではなく、生命の内的な変化に即応する柔軟なモティーフの変容によるものである。ドビュッシーは『弦楽四重奏曲 ト短調』、『牧神の午後への前奏曲』、『夜想曲』などの器楽作品において、熟達してきた主題や動機の変容技法と『忘れられた小唄』、『艶やかな宴』、『ボードレールの5つの詩 』、『ビリティスの歌』といった歌曲において獲得してきた歌唱旋律のプロソディと音の暗示力を、この真に劇的な表現意図のために結集したのであった。
ワーグナーとドビュッシーの朗誦の流儀の違いについて、ピエール・ブーレーズは次のように分析している。〈番号オペラ〉の形態を放棄したとは言うもののワーグナーの無限旋律にも「行為（筋）にかかわる部分と凝視（省察）にかかわる部分の別」があり、両部分は「時の長い弧を描いて交替し合う」。「ワーグナー的な筋と省察双方の領域の長大な広がりに代わって、ドビュッシーはそれらの極めて緻密な織物を提供する。それらの相違や変化（転調）を認知するためには、まず鋭い視覚と繊細な聴覚が必要である。それらの移行は急速であり、時には声楽、あるいは器楽の様式的な変化が始まり、形をとり始めるや否や一方に取って代わる。無論、対象が一層際立ち、相違がはっきりと区別される場合もある。このように詩的な瞬間を演劇的な契機に接木すること、この一種の即時的開花こそ《ペレアス》の主要な特徴である。つまり、〈情報〉から〈省察〉への、〈事象〉から〈象徴〉への移行がしばしば精妙な形を取りながらも明瞭に認められる」。
村山則子によれば「ドビュッシーの音楽においてワーグナーとの違いは、一つには象徴主義的多義性、暗示性の概念があり、他方で、フランスの古典劇以来の伝統である〈適切さ＝節度〉の美学が色濃く反映されていることである。そこにワーグナーの劇的表現に対するドビュッシーのフランス音楽独特の繊細さ、明晰さを強調する美学が見える。その他の本作の音楽的特徴としては、全曲を通じて音量の抑制が特性的であり、ディミヌエンドやピアニッシモで心理的な緊張を作り上げている個所もあり、それだけに時折のフォルティシモが大きな効果をあげている。また、各種教会旋法、全音音階、5音音階などがドビュッシーの多くの作品と同様、本作でも基盤となっている。
また、ドビュッシーは歌のいかなる朗誦にも対立する抒情的な発声法を歌手に要求した。そして、そのために広過ぎる音域や不意に行われる音程の跳躍などを歌手に強いなかった。その一方で、旋律的なレチタティーヴォをほとんど常に用いるためフレージングとアクセントに細心の注意が要求される。
《ペレアス》は日本では戯曲よりはオペラのほうがなじみ深い。ドビュッシーの音楽はイタリア・オペラともワーグナーとも全く違う世界、その〈夢の世界〉を提供してくれる。ひときわ優美でヴェールをかけたような繊細な肌触りの世界である。グラウトによれば「このような音楽を聴く者は、もし静かな表現や色合いや微妙な細部に敏感でなく、落ち着きと単調さを区別することができず、機知と陽気さ、荘重さと物々しさ、清澄さと空虚さとを見分けることができないなら、それを理解することはできないであろう」。

## ストーリーの特徴

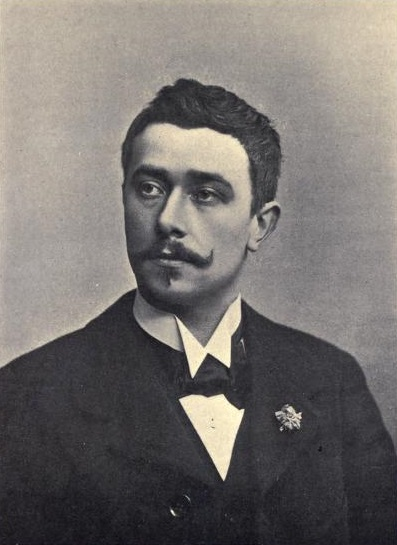
原作者メーテルリンク

『ペレアスとメリザンド』は、愛を意識している二人が互いに愛を告白し合うのではなく、無意識に、無邪気に愛し合う二人がついに愛を意識して終わる物語である。
高橋英郎は「〈髪の場〉で歌われる《日曜の真昼に私は生まれた・・・》には意味がある。〈真昼〉はこのドラマの中で重要な要素をとなっている。森の中で狩りをしていたゴローの馬が正午の鐘の最後の音を聞いたとたんに、狂ったように木立めがけて突進し、ゴローは落馬する。そして、泉でメリザンドが指輪を落としたとき、ペレアスは正午の鐘が鳴っているのを聞く。これは一本の糸に操られた不思議な暗合である。加えて、第3幕第3場で危うく命を落としかけた地下洞窟からペレアスが脱出したとき、そこには正午の鐘が聞こえる。正午が太陽の燃えさかるとき、全てのものが影を持たないとき、明るみに出るとき、生成から下降へと向かうとき、試練のときと言った意味を持つことを考えれば、おのずから一連の暗合の意味が見えてこよう」と述べている。
また、高橋英郎は本作における〈泉〉の重要性について「劇の冒頭、ゴローがメリザンドをみつけるのは森の泉のほとりであり、ペレアスがメリザンドと心おきなく逢い、愛を打ち明け、死を遂げるのも庭園の泉のほとりである。前者においてメリザンドは誰かから貰った冠を落とし、後者においてはゴローから貰った結婚指輪を落とす。〈泉〉はメリザンドがそれ以前の束縛から解き放たれ、自分の宿命と出逢う決定的な場所である。泉のほとりで、彼らの主要な台詞は語られており、決定的な瞬間を映し出している。メリザンドが冠を落としたとき、彼女の運命はゴローへと向かい。結婚指輪を落としたとき、彼女の心はペレアスへと羽ばたいている」との見解を示している。

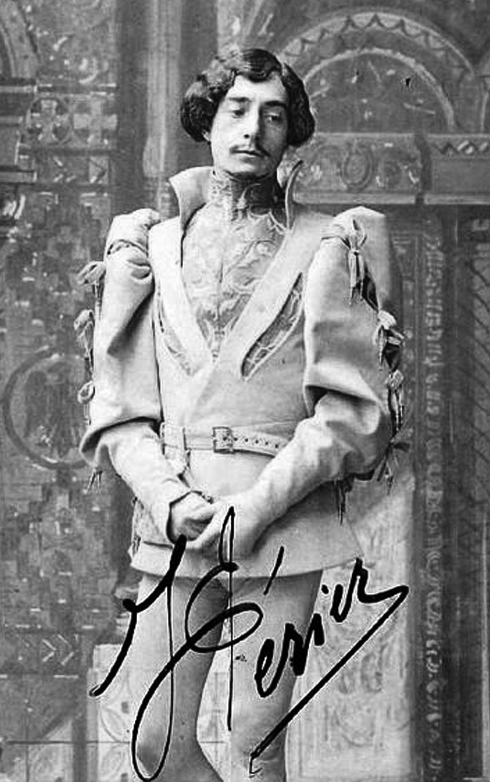
ペレアス役を創唱したジャン・ペリエ

岸純信によれば「このドラマは様々な点において、文字通り異彩を放っている。まず、時代や場所の設定が最後まではっきりせず、家族関係にも疑問点は山積みである。これらは全てメーテルリンクの〈わざと朧気にする〉巧みな劇作法あっての神秘的な境地である。－中略－メリザンドの素性や来し方は最後まで謎とされる上に、ジュヌヴィエーヴがアルケルの実の娘なのか、王の実子の嫁なのかといった血縁の構図も明らかではない。－中略－音楽学者ニコルスは次の二つの家系図の可能性を指摘している。一つ目がジュヌヴィエーヴはアルケルの実の娘で、最初の結婚相手との間にゴローをもうけ、その結婚が潰えた後、今の夫（病床に臥すペレアスの父）と再婚し、ペレアスが生まれた。二つ目はアルケル王には少なくとも二人の息子がいて、その一人にジュヌヴィエーヴが嫁いで、ゴローを生み、その結婚が潰えた後、もう片方にジュヌヴィエーヴが改めて嫁いでペレアスを生んだ。老王とジュヌヴィエーヴの間に「お父様」、「娘よ」という呼びかけが無いこととジュヌヴィエーヴが語る「ここへきて40年近くになります」という台詞から、二つ目の系図が推察されるが、確証はない。メリザンドの素性も、ある男から冠を貰ったという言葉が事実ならば、その男にもメリザンド当人にもかなりの地位があったのだろうが、彼女が名前以外は喋ろうとしないので分からない。しかし、この曖昧模糊とした状況から鮮明に浮き上がるものがある。それは登場人物の心底、つまり〈本音〉である。彼らは強い願望を口にしても、それを成就できない運命にある。ゴローは妻の心をつかめず、少年イニョルドは石の隙間から遊び用のボールを取り出せない。出てくる度に、「旅立ちます」と言い続けるペレアスも出立を果たすことなく落命する。こうした閉塞感の中、各自の感情はより鋭くなり、すれ違う心模様から寂寥感が滲み出る。熱情や情念が渦巻くオペラの世界で、音楽全体に虚しさや寂しさが漂う例は珍しい」。
本作においては「言葉の無償性の裏側に作品が象徴しているのは、単なるお伽話古臭い手法ではないと言うことも見過されてきた。さらに、ドビュッシーは作品からいかなる具体性も取り除いた。したがって、《ペレアス》は一切の一元的な解釈を禁じている。場所、楽節、動作、オブジェは互いに呼応し、それらの間に魔術的な相互作用の複雑な網を編んでゆく。それらは全く平凡なものの集まった現実的なストーリーに帰すると同時に、メーテルリンクが観客の無意識に訴えるような感情を盛り込んだ語彙に帰するのである。同じ表現がその都度、異なった情況下に繰り返され、そこから新しい状態に変化させるための儀式が生まれる。《ペレアス》がその神秘的な次元と劇的なエネルギーを得ているのは、日常性に潜在する秘密のしるしを明るみに出すことからなのである」。

## 後世への影響
アルバン・ベルクがウェーベルンに宛てた手紙に記しているように『ヴォツェック』はオーケストラの間奏によってそれぞれ4つか5つかの場を結びつけて一つの幕になっているが《ペレアス》がこの構成上のモデルになっている。このように《ペレアス》は次の世代の『ヴォツェック』に影響をあたえることになった。
1908年にベルリンで上演された《ペレアス》を2度に亘って鑑賞したウェーベルンは「言い表せぬほど美しかった」、「終わりの部分はこの世に存在する最も美しいものの一つです。楽器法はただひたすら見事でした。」と感動した手紙を師であるアーノルト・シェーンベルクに送っている。
岸純信によれば「本作の影響は同時代から後世まで広く、デュカスの『アリアーヌと青髭』のほか、プロコフィエフの『3つのオレンジへの恋』、プッチーニの『外套』、日本の團伊玖磨の『夕鶴』など枚挙に暇がない」。
そのほか、ヤナーチェクの『死者の家から』やバルトークの『青ひげ公の城』への影響も確認できる。
オリヴィエ・メシアンは少年時代のクリスマス・プレゼントに『ペレアス』の楽譜を貰って以来この曲に夢中になり、その作風に多大な影響を与えた。後年パリ音楽院で受け持った楽曲分析のクラスでは、ペレアスの詳細な分析を取り上げた。この授業に関する文書はアルフォンス・ルデュック（Alphonce Leduc）社から全7巻で出版されているメシアン遺稿集に収録されている。旋法構成などごく一部は「わが音楽語法」にも掲載されている。 また、メシアンは自著で、このオペラの第1幕第1場12小節に現れる、I度長調の主和音上にVII度長調の主和音を重ねた和音を『ペレアスの和音』と呼び、自身の楽曲分析に応用している。

## 登場人物
| 人物名                           | 原語                  | 声域                              | 役柄                                      | 初演時のキャスト 指揮： アンドレ・メサジェ |
| -------------------------------- | --------------------- | --------------------------------- | ----------------------------------------- | ------------------------------------------ |
| ペレアス                         | Pelléas               | テノール またはバリトン           | ゴローの異父兄弟                          | ジャン・ペリエ                             |
| メリザンド                       | Mélisande             | ソプラノ                          | 森の中に一人でいた娘 ゴローの后           | メアリー・ガーデン                         |
| ゴロー                           | Golaud                | バリトン                          | 王太子                                    | エクトール・デュフランヌ                   |
| アルケル                         | Arkël                 | バス                              | アルモンド王国の王 ゴローとペレアスの祖父 | フェリックス・ヴィイユ                     |
| ジュヌヴィエーヴ                 | Geneviève             | メゾソプラノ またはアルト         | ゴローとペレアスの母                      | ジャンヌ・ジェルヴィル＝レアシュ           |
| イニョルド                       | Yniold                | メゾソプラノまたは ボーイソプラノ | ゴローの息子 （先妻との子）               | ブロンダン （C Blondin）                   |
| 医師                             | Un médecin            | バス                              | ―                                         | ヴィギエ（Viguié）                         |
| 3人の物乞い                      | Trois pauvres         | 黙役                              | ―                                         | ―                                          |
| 羊飼い                           | le berger             | バリトン                          | ―                                         | ―                                          |
| 侍女たち                         | Les femmes de service | 黙役                              | ―                                         | ―                                          |
| 合唱：舞台袖の水兵たち、侍女たち |                       |                                   |                                           |                                            |

- 演出はアルベール・カレ、合唱指揮はアンリ・ビュッセル。

## 楽器編成
- 木管楽器：フルート（3番はピッコロ持ち替え）3、オーボエ2、コーラングレ1、クラリネット2、ファゴット3
- 金管楽器：ホルン4、トランペット3、トロンボーン3、テューバ1
- 打楽器：ティンパニ、トライアングル、グロッケンシュピール、シンバル 鐘
- その他：弦五部、ハープ2

## 上演時間
第1幕：約30分、第2幕：約30分、第3幕：約35分、第4幕：約35分、第5幕：約25分　合計：約2時間35分

## あらすじ
時と場所： 時代は設定されていない。場所は架空のアルモンド王国

### 第1幕

#### 第1場 森

カール・グラボーによる森

オーケストラによる前奏曲が3つの主要な主題を導入する。最初のものは5度音程で単旋聖歌風の動きをする旋法的な趣を持った主題で、特定の人物ではなく、むしろ時間を超越した感覚、あるいは森そのものと結びつけられる。この主題はほぼ第1幕に限られるが、それに続く2つの動機と対比されている。これらは明らかに登場人物の動機で、オペラ全般に散りばめられている。すなわち、独特の付点リズムを持ったゴロー動機と5音音階による曲線を描いたメリザンドの動機である。狩の途中アルケル王の孫ゴローは道に迷ってしまい、森の中の泉のほとりで泣いている神秘的な少女に気づく。少女は「私に触らないで！」（Ne me touchez pas！）と繰り返し怯える。泣く理由を問うがおびえるばかりで、酷い目にあって遠いところから逃げてきたとだけ言う。ゴローは自分の身と名を明かし、少女もメリザンドという名を明らかす。ゴローは彼女を説得し連れて戻る。

#### 第2場 城の広間

カール・グラボーによる城の広間

城ではゴローがペレアスに宛ててメリザンドとの出会いと結婚を報せ、すでに半年を過ぎたその結婚の許しを、王アルケルと母ジュヌヴィエーヴから得て欲しいと頼んだ手紙「ある夕暮れ、泉のほとりで彼女を見つけました」（"Un soir, je l'ai trouvée）をジュヌヴィエーヴがアルケルに読んで聞かせる。手紙の中でゴローはメリザンドが謎めいた人物であることを強調する。アルケルは望むままにさせよと了承する。一方、危篤にある親友を見舞いに行きたいというペレアスを、王は彼の父も重態にあるからと引き留める。城の庭を歩くジュヌヴィエーヴとメリザンドがペレアスに出会う。海を眺めると船が出ていくところ。メリザンドは自分を乗せて来た船だと言う。

### 第2幕

#### 第1場 庭園の泉

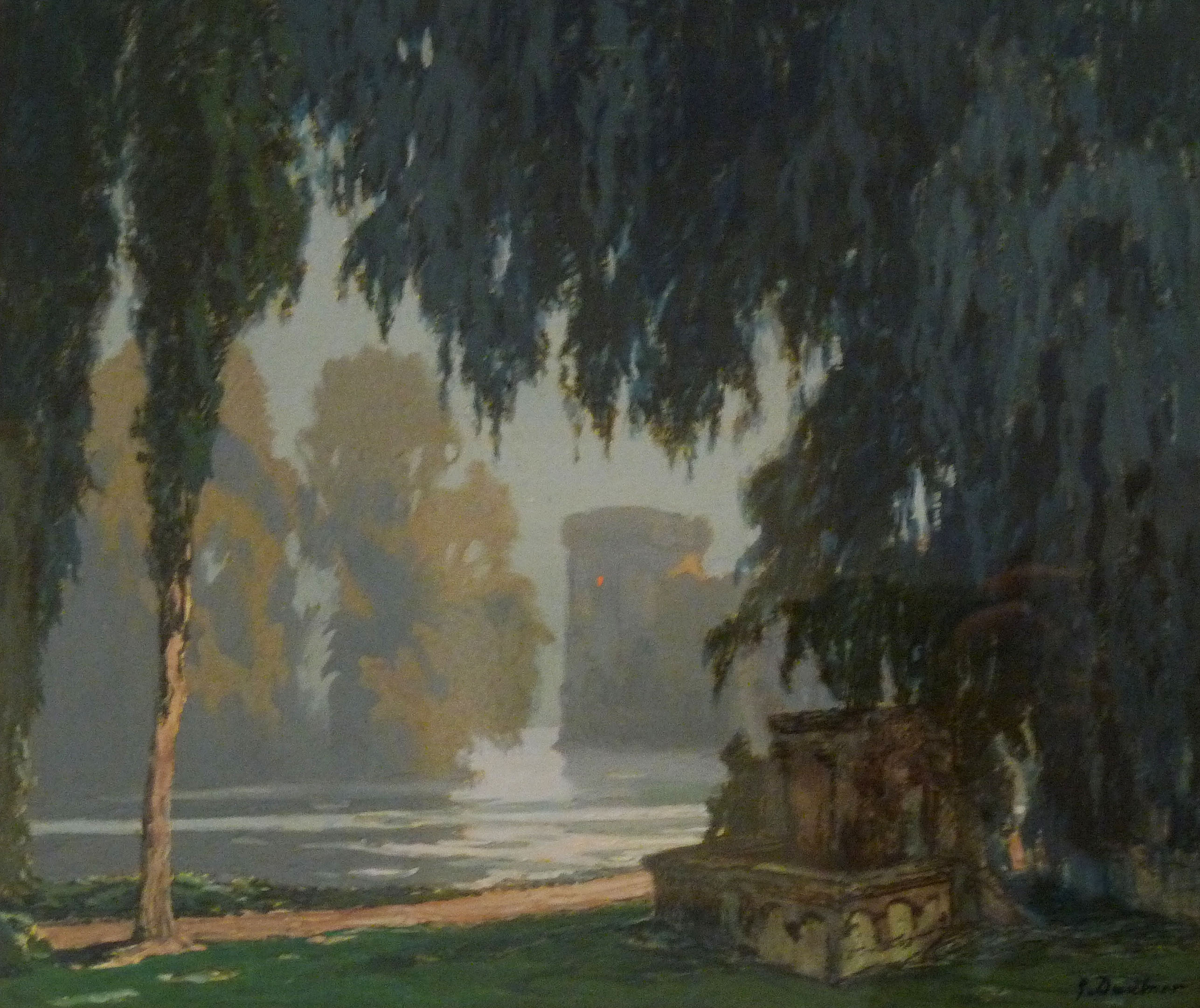
公園の泉

ペレアスは城の中の静寂に満ちた《盲人の泉》にメリザンドを連れて来る。彼女はペレアスにゴローとの出会いを聞こうとする。メリザンドは話をはぐらかしながら、結婚指輪を弄んでいるうちに水中に落としてしまう。その時、正午を知らせる鐘が鳴る。指輪が水中に落ちる音がハープの分散和音で表されるが、これは第1幕でメリザンドが泣いているのを表した和音をなぞったものである。これにより、メリザンドの生涯の1章が閉じられたことが仄めかされている。メリザンドがゴローに何と言えばいいのかと聞くと、ペレアスは「本当のことを」と答える。

#### 第2場 城内の一室
正午の鐘が鳴るとゴローが乗っていた馬が急に駆け出し、ゴローが落馬し、その上に馬が倒れ込んできたのだった。寝室では怪我をしたゴローが横たわり枕元にはメリザンドがいる。看病するメリザンドは突然泣き出し、「自分はここへ来てから幸せではないのです。」（Seigneur, je ne suis pas heureuse ici.）と言う。慰めるゴロー彼女の手を取ると指に指輪がないのに気づく。メリザンドはイニョルドのために海辺の洞窟に貝を拾いに行って落としたと嘘をつく。ゴローは財産より大切な指輪をなくしたと言って、激高する。そして、メリザンドに、すぐにペレアスと同行してもらって捜しに行けと命令する。

#### 第3場 洞窟の前
ペレアスとメリザンドは、メリザンドの嘘のためにあろうはずもない指輪を捜しに行くことになった。ペレアスとメリザンドは、二人だけの秘密を持つ関係になったため、二人の心理的距離は縮まり、謂わば、共犯者となった。（音楽は泉の場面とは対照的にハ短調とヘ短調という変イ音を含んだ〈闇〉の領域に移る。しかし、月光が洞窟に差し込むとオーケストラが嬰ヘ長調を豪華に鳴り響かせる。）夜更けの洞窟にメリザンドを案内するペレアス。とりあえず入ってみようとメリザンドを洞窟に導いたとき、雲が切れて月明かりで洞窟の入り口が明るくなる。するとそこには白髪の浮浪者が3人ほど寄り添い岩を背に寝ている。怯えるメリザンドにこの国を飢餓が襲っていると説明し引き返すのだった。

### 第3幕

#### 第1場 城の塔

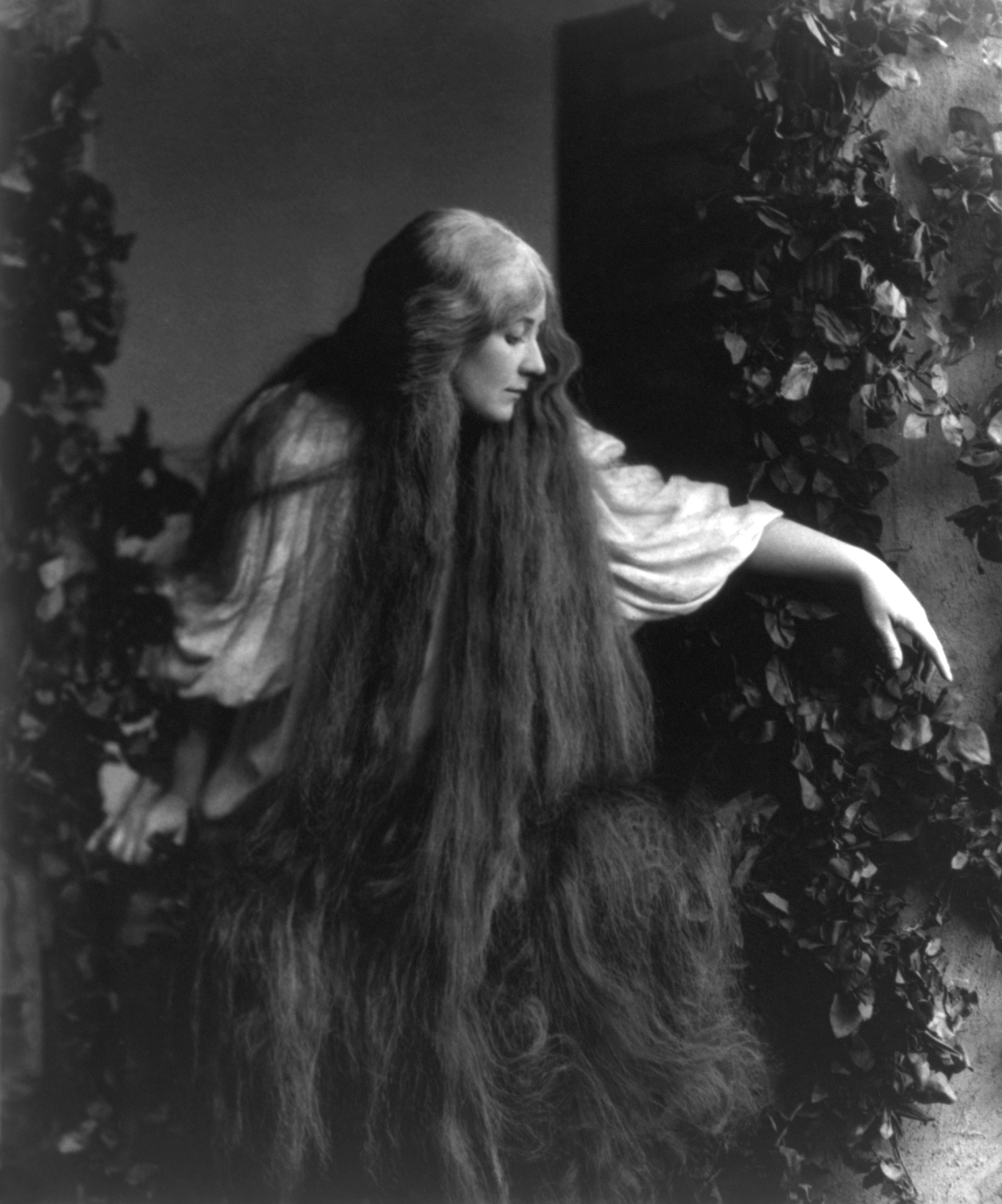
長い髪を垂らすメリザンド（ガーデン）

星の美しい夜。吟遊詩人を想わせる陰鬱な歌を歌いながらメリザンドは塔から長い髪を垂らす。ペレアスが下の道に現れ、満天の星空を見上げる。メリザンドの髪に気づいたペレアスは明日、城を発つので彼女の手にキスをさせて欲しいと言い手を取ろうとするが届かない。さらに彼女が身を乗り出すと長い髪がペレアスの所まで垂れてくる。「君の髪が僕に降りかかる」（Tes cheveux, tes cheveux descendent vers moi!）。ペレアスはそれを柳の枝に絡めて接吻し愛撫する。（メリザンドの髪が降りかかる場面で、ドビュッシーは最もアリアに近い音楽をつけるが、その旋律を奏でるのはオーケストラである。声の旋律線はこれまで以上に抒情的な曲線を描き、アリアと言うより、歌曲と呼ぶのが相応しい。）そこへゴローが通りかかり笑いながら2人をたしなめてペレアスと去る。

#### 第2場 城の地下室
ゴローはペレアスを〈死の臭いが立ち昇ってくるような〉地下の淀んだ淵に連れて行く。底なしの淵が広がっており、ペレアスがゴローの言う通り、淵の中を覗き込もうとすると、ゴローの手にしたランプが揺れ、ただならぬ気配を感じ、すぐにここを出ようと言う。

#### 第3場 地下室の出口の丘
ここでも〈光〉と〈闇〉を隣り合わせにすることで、その対比を凝縮するように、ペレアスが潮風の中に逃れたことが間奏曲で表現される。「ああ！やっと息が付ける。」（Ah! Je respire enfin!）ペレアスが庭の花に水をまいたようだと言うと音楽は嬰ヘ長調に転じる。正午の鐘が鳴る。暑さを避けてメリザンドとジュヌヴィエーヴが塔の窓辺に姿を現す。ゴローは前夜の振る舞いをたしなめ、身重で敏感になっているメリザンドとなるだけ距離を置いて欲しいと言う。

#### 第4場 城の外
ゴローは疑念を深め、嫉妬が高まってくる。ゴローは窓の下で息子イニョルドに自分がいないときの妻とペレアスのことを聞き出そうとするが、イニョルドは子供なので要領を得ない。返事の頼りなさに苛立ってイニョルドを怯えさせてしまう。ゴローが苛立つと音楽もそれに反応して熱を帯びてくる。メリザンドの窓に明かりがつくと、ゴローはイニョルドを肩車して室内を窺わせる。すると、2人は黙って明かりを見ていると言う。

### 第4幕

#### 第1場 城の一室
〈髪〉（第3幕第1場）を伴奏した16分音符の音により不穏な和声が付いた音楽に支えせられ、ペレアスはメリザンドとばったり会い、泉で今夜の逢引の約束をして立ち去る。ペレアスは「これが最後の晩になるでしょう」（Ce sera le dernier soir.）と不吉な言葉を発する。

#### 第2場 前場と同じ城の一室

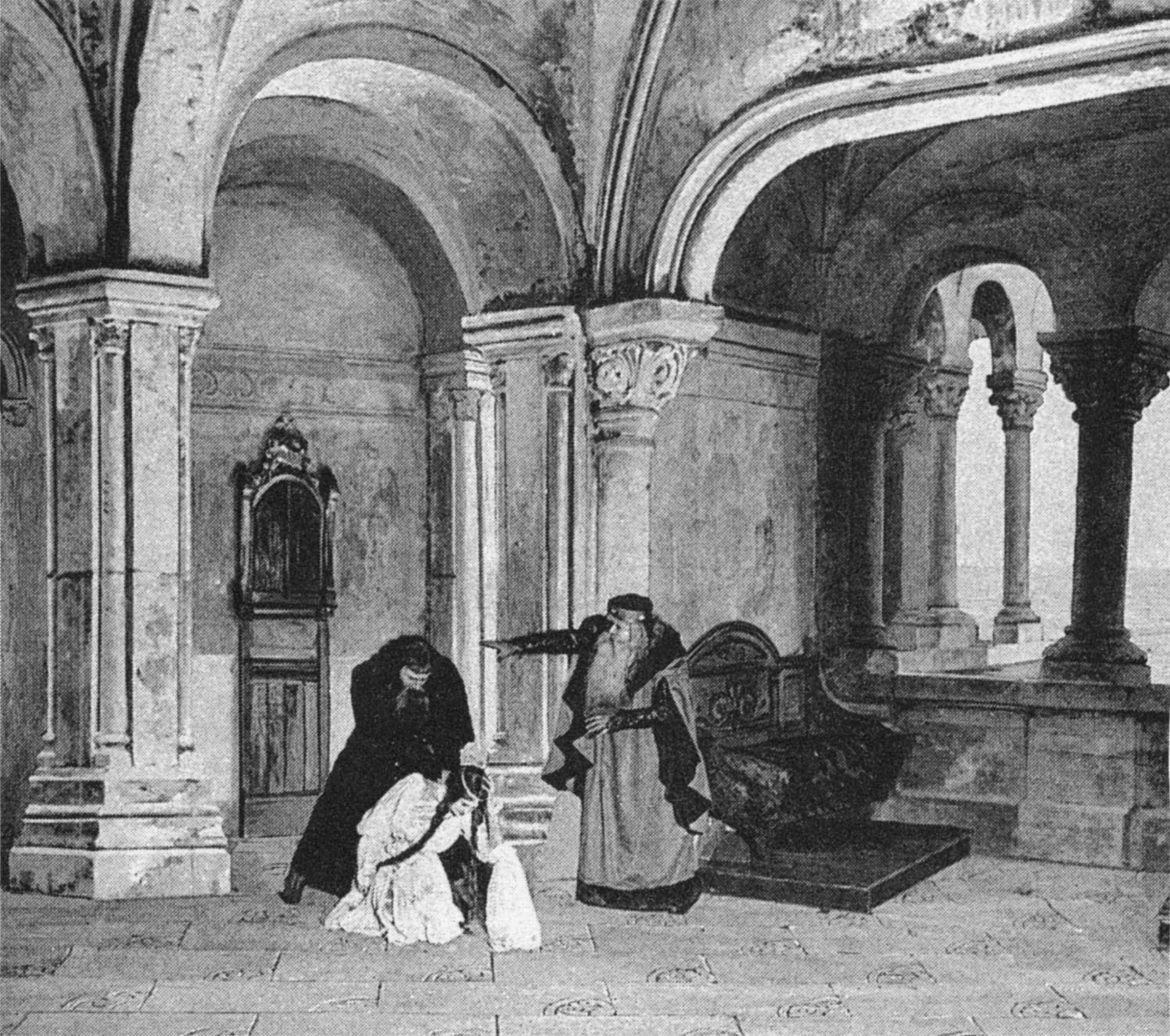
第4幕の情景

アルケルがメリザンドと現れ、ペレアスの父も容態が良くなってきたし、これからはこの城にも光が戻ってこようと言う。アルケルはこの暗い雰囲気の城にはそぐわぬ若く美しいメリザンドが大人しく暮らしてくれたことを不憫に感じていたとも言う。アルケルは老人というものは若い娘の頬や子供の額に触れる必要があると言う。それは「死の傍らにこそ美が必要になるからだと説明する。ゴローがそこにやって来るが、嫉妬と心痛で様子がおかしい。メリザンドはゴローが額に怪我をしているのを見て手当をしようとするが、自分に触らせまいとする。ゴローはメリザンドに怒りをぶつけ彼は剣を持ってこさせては刃を調べるが、不意に見せかけの平静さを捨て去り、お前の目は無垢なようでいて、大それた秘密を隠していると言い、暴力をふるう。アルケルがたまりかねて、ゴローを制止すると、急に平静を取り戻し、自分はもう年を取ったし、もう他人を監視したりしないと言い残して立ち去る。アルケルは重苦しい旋律線に乗って「わしが神なら人間の心を哀れに思うだろうと」（Si j'étais Dieu, j'aurais pitié du coeur des hommes.）言う。メリザンドはゴローが彼女をもう愛していないと涙を浮かべる。

#### 第3場 庭の泉のほとり
イニョルドが遊んでいるこの場面も鮮やかな対照を示す象徴的なものである。ドビュッシーはそれを統一するために軽い音色とおどけたオフビートのリズムをつけた。象徴はふたつある。まず、イニョルドの金色のボールが石に挟まって取れなくなって呟く「この石は世界よりも重い」（Cette pierre, Elle est plus lourde que tout le monde.）。これは恐らく運命との勝ち目のない戦いを表す。次に、羊の群れが通り過ぎるが、羊飼いは「これは小屋へ帰る道ではない」と言う。イニョルドは「羊さんは今夜どこで寝るのだろう」と心配そうに言う。

#### 第4場 前場と同じ庭の泉のほとり（夜）
ペレアスがひとりでやって来る。彼はメリザンドが来るのが遅いことを案じながら、この最後の機会に彼女に対する秘めた思いを打ち明けようと決心する。やがて、メリザンドがやって来て、遅れた理由を伝える。明日には永遠の旅に出発しなければならないと言うと、メリザンドは何故いつも旅立つというのと聞く。ペレアスがそれは君を愛しているからだと言って、メリザンドを抱きしめる。メリザンドは自分も初めて会った時から、愛していたと言い、ふたりは激しく抱擁する。（ここでドビュッシーはオーケストラを沈黙させる。）その時、誰かが扉を閉める音が聞こえ得る。しかし、ふたりは誰に見つけられても構わないという気持ちになる。メリザンドは木の陰に剣を持ったゴローが立っているのを見つける。ペレアスは自分が彼を引き止めている間に逃げるように言うが、メリザンドは殺された方が良いと言い、ふたりは激しく接吻する。そこへゴローが襲いかかり、ペレアスを刺し殺す。恐怖に叫び声をあげて逃げるメリザンドをゴローが追いかけて行く。

### 第5幕

#### 城内の寝室

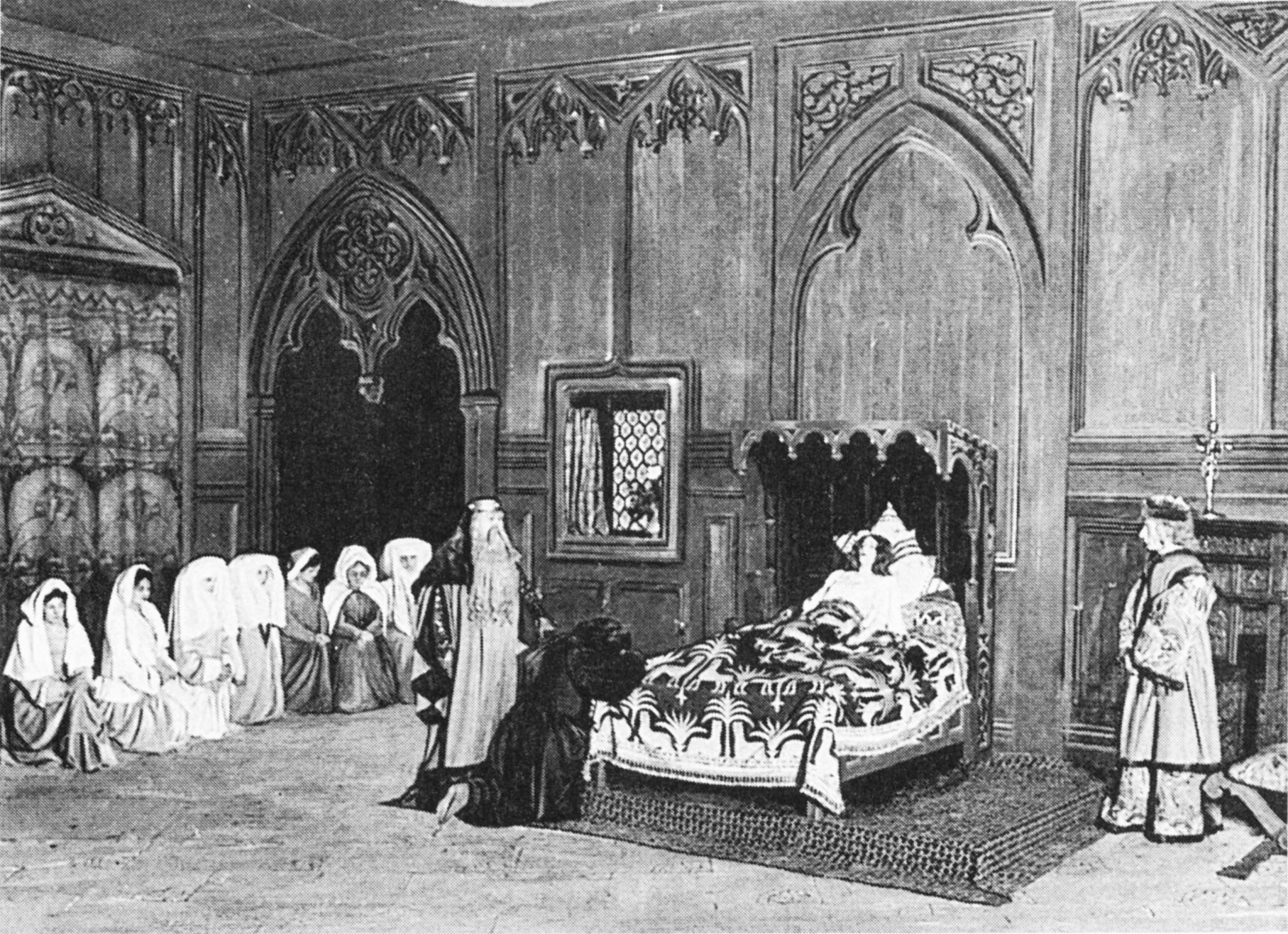
第5幕のデザイン

寝室にメリザンドが眠っている。医者は助かる見込みはあると言うが、付き添っているもの皆が黙りこくっているので、アルケルは不吉なものを感じる。医者は傷のせいではなくゴローに責はないというが後悔に苦しむ。ゴローは「ペレアスとメリザンドの愛は幼い子供のようなものだったのに」と自分に言い聞かせる。メリザンドが「窓を開けて欲しい」というと、アルケルが「どの窓か」と聞くと、メリザンドは「大きい窓を」と意味深長に答えるが、すでに意識が明瞭でなくなってきている。ペレアスとメリザンドがかつて求めた太陽は沈み、「明暗」の比喩はここでようやく解決される。ゴローはアルケルと医者に頼んで2人きりにしてもらい、メリザンドに許しを乞うと共にペレアスとの関係を執拗に聞き出そうとするが、メリザンドは「いいえ、私たちは罪など犯してはおりません。どうして、そんなことお聞きになるのです？」（Non, non, nous n'avons pas été coupables,pourquoi demandez-vous cela?）と答えるばかりだった。ゴローの気が済むような答えが得られぬまま、アルケルと医者が部屋に戻ってくる。メリザンドは寒さを感じて、もうじき冬になるのかと問う。アルケルが生まれたばかりの娘をメリザンドの枕元に近づけるが、その赤子を抱こうとしても手が上がらなかった。もう一度2人切りにして欲しいというゴローの願いを退けて、アルケルは「人間の魂は独りで旅立つことを好むのだ」言う。メリザンドはアルケルにもゴローにもさとられずに息を引き取っていた。アルケルは「今度はこの子がメリザンドの代わりに生きる番だ」というと、皆は部屋から立ち去る。音楽は嬰ハ長調に移り、光と愛に結びついた嬰ハ長調よりもいっそう鋭い響きの中で幕が下りる。冒頭の四拍子のリズムが命と愛と運命という悲劇的な輪を閉じて幕となる。

## 主な全曲録音・録画
| 年   | 配役 ペレアス メリザンド ゴロー アルケル ジュヌヴィエーヴ                                                                        | 指揮者 管弦楽団および合唱団 演出家                                                                                          | レーベル                                                                                   |
| ---- | --- | --- | ------------------------------------------------------------------------------------------ |
| 1941 | ジャック・ジャンセン イレーヌ・ジョアシャン アンリ・エチェベリ ポール・カバネル ジェルメーヌ・セルネ                             | ロジェ・デゾルミエール 交響楽団 イヴォンヌ・グーヴェルネ合唱団                                                              | CD: EMI EAN: 0077776103822                                                                 |
| 1956 | ジャック・ジャンセン ビクトリア・デ・ロス・アンヘレス ジェラール・スゼー ピエール・フルマンティ ジャニーヌ・コラール             | アンドレ・クリュイタンス フランス国立放送管弦楽団 レイモン聖ポール合唱団                                                    | CD: EMI EAN: 4988006737228                                                                 |
| 1962 | ジャック・ジャンセン ミシュリーヌ・グランシェ ミシェル・ルー アンドレ・ヴェッシエール ソランジュ・ミシェル                       | デジレ＝エミール・アンゲルブレシュト フランス国立放送管弦楽団 フランス国立放送合唱団                                        | CD: Discque Montaigne (Naive) EAN: 3298490048573 ドビュッシー生誕100年記念フェスティヴァル |
| 1964 | カミーユ・モラーヌ エルナ・スポーレンバーグ ジョージ・ロンドン グース・ヘクマン ジョセフィン・ヴィージー                         | エルネスト・アンセルメ スイス・ロマンド管弦楽団 ジュネーヴ大劇場合唱団                                                      | CD: Decca EAN: 4988005566027                                                               |
| 1970 | ジョージ・シャーリー エリーザベト・ゼーダーシュトレーム ドナルド・マッキンタイア デイヴィッド・ワード イヴォンヌ・ミントン       | ピエール・ブーレーズ コヴェント・ガーデン王立歌劇場管弦楽団 コヴェント・ガーデン王立歌劇場合唱団                            | CD: SONY EAN: 0886975272228                                                                |
| 1978 | クロード・ドルモワ ミシェール・コマン ガブリエル・バキエ ロジェ・ソワイエ ジョスリン・タイヨン                                   | セルジュ・ボド リヨン国立管弦楽団 アンサンブル・ヴォーカル・ド・ブルゴーニュ                                                | CD: RCA EAN: 0743213222523                                                                 |
| 1978 | リチャード・スティルウェル フレデリカ・フォン・シュターデ ジョゼ・ヴァン・ダム ルッジェーロ・ライモンディ ナディーヌ・ドゥニーズ | ヘルベルト・フォン・カラヤン ベルリン・フィルハーモニー管弦楽団 ベルリン・ドイツ・オペラ合唱団                              | CD: EMI EAN: 4988006649910                                                                 |
| 1990 | ディディエ・アンリ コレット・アリオ=リュガズ ジル・カシュマイユ ピエール・トウ クロディーヌ・カールソン                          | シャルル・デュトワ モントリオール交響楽団 モントリオール交響合唱団                                                          | CD: Decca EAN: 4988005082923                                                               |
| 1991 | フランソワ・ル・ルー マリア・ユーイング ジョゼ・ヴァン・ダム ジャン=フィリップ・クルティス クリスタ・ルートヴィヒ                | クラウディオ・アバド ウィーン・フィルハーモニー管弦楽団 ウィーン国立歌劇場合唱団                                            | CD: DG EAN: 4988031628614                                                                  |
| 1992 | ニール・アーチャー アリスン・ハグリー ドナルド・マクスウェル ケニス・コックス ペネロープ・ウォーカー                             | ピエール・ブーレーズ ウェールズ・ナショナル・オペラ管弦楽団 ウェールズ・ナショナル・オペラ合唱団 演出：ペーター・シュタイン | DVD: ユニバーサルミュージック EAN: 4988031393598 カーディフ・ニューシアター（ライヴ）      |
| 1996 | ジェラール・テリュエル ミレイユ・ドゥルンシュ アルマン・アラピアン ガブリエル・バキエ エレーヌ・ジョスー                         | ジャン＝クロード・カサドシュ リール国立管弦楽団 パ・ド・カレー合唱団                                                        | CD: NAXOS EAN: 0730099604727                                                               |
| 2000 | ヴォルフガンク・ホルツマイヤー アンネ・ゾフィー・フォン・オッター ロラン・ナウリ アラン・ヴェルヌ ハンナ シェーア                | ベルナルト・ハイティンク フランス国立管弦楽団 フランス放送合唱団                                                            | CD: Naive EAN: 709861049233 シャンゼリゼ劇場でのライヴ                                     |
| 2004 | ロドニー・ギルフリー イザベル・レイ ミヒャエル・フォレ ラズロ・ポルガー コルネリア・カリッシュ                                   | フランツ・ウェルザー＝メスト チューリヒ歌劇場管弦楽団 チューリヒ歌劇場団友合唱団 演出：ズヴェン＝エリック・ベヒトルフ       | DVD: 日本コロムビア EAN: 0824121001629                                                     |
| 2009 | ステファーヌ・ドゥグー ナタリー・デセイ ロラン・ナウリ フィリップ・アン マリー＝ニコル・ルミュー                                 | ベルトラン・ド・ビリー ウィーン放送交響楽団 アルノルト・シェーンベルク合唱団 演出：ロラン・ペリー                           | DVD: Virgin Classics EAN: 5099969613791 アン・デア・ウィーン劇場（ライヴ）                 |
| 2012 | ステファーヌ・ドゥグー エレナ・ツァラゴワ ヴァンサン・ル・テクシエ フランツ＝ヨゼフ・ゼーリヒ アンネ・ゾフィー・フォン・オッター | フィリップ・ジョルダン パリ・オペラ座管弦楽団 パリ・オペラ座合唱団 演出：ロバート・ウィルソン                               | DVD: Naive EAN: 0822186021590 バスティーユ歌劇場（ライヴ）                                 |
| 2016 | ジャック・インブライロ コリーヌ・ウィンタース カイル・ケテルセン ブリンドリー・シェラット イヴォンヌ・ネフ                       | アラン・アルティノグリュ チューリヒ歌劇場管弦楽団 チューリヒ歌劇場合唱団 演出：ドミトリー・チェルニャコフ                   | DVD: Bel Air EAN: 4589538745127                                                            |
| 2017 | クリスティアン・ゲルハーヘル マグダレーナ・コジェナー ジェラルド・フィンリー フランツ＝ヨゼフ・ゼーリヒ ベルナルダ・フィンク     | サイモン・ラットル ロンドン交響楽団 ロンドン交響合唱団                                                                      | CD: LSO Live EAN: 4909346016170                                                            |
| 2020 | スタニスラス・ド・バルベラック キアラ・スケラート アレクサンドル・デュアメル ジェローム・ヴァルニエ ヤニナ・ベヒレ               | ピエール・デュムソー ボルドー・アキテーヌ国立管弦楽団 ボルドー国立歌劇場合唱団                                              | CD: ALPHA EAN: 4589538770822                                                               |
| 2021 | ジュリアン・ベーア ヴァンニナ・サントニ アレクサンドル・デュアメル ジャン・テジャン マリー＝アンジュ・トドロヴィチ               | フランソワ＝グザヴィエ・ロト レ・シエクル リール歌劇場合唱団                                                                | CD: Harmonia Mundi EAN: 4909346027428 ピリオド楽器による録音                               |

### 派生作品
演奏会用作品（管弦楽のみで声楽なし）として、「『ペレアスとメリザンド』による交響曲」と題する複数の編曲作品がある。アンドレ・メサジェによるものは3楽章構成、マリウス・コンスタンによるものは単一楽章である。ともにいくつかのCDが市販されている。